# パックマンvs.
パックマンvs.（パックマンブイエス）は、ナムコと任天堂のコラボレーションから生まれた対戦アクションゲーム。ニンテンドー ゲームキューブとゲームボーイアドバンスを接続する周辺機器GBAケーブルを用いた新機軸のゲームとして考案された。一般市販はされていない。

## 概要
ナムコの1人用アクションゲーム『パックマン』（以下オリジナル版）を任天堂の宮本茂が対戦ゲームにアレンジしたもの。プレイ人数は2人 - 4人。
オリジナル版はプレイヤーキャラクターであるパックマンがモンスター（DS版は「ゴースト」と表記）に捕まらないように逃げ回りつつ迷路の中にあるエサを全て食べるのが目的だったが、本作はプレイヤーのうちの1名がパックマン役、他のプレイヤーがモンスター役となる。パックマンがモンスターに捕まると捕まえたプレイヤーに点数が入り、そのプレイヤーが新たなパックマンとなる。こうして何度かプレイを繰り返し、ゲーム開始時に設定した規定得点に最初に到達したプレイヤーが勝利者となる。
一番の特徴は、パックマン役のプレイヤーが見る画面（ゲームボーイアドバンスの画面）とモンスター役のプレイヤーが見る画面（ゲームキューブが出力するテレビ画面）を区別している点にある。パックマンはオリジナル版と同様の画面で迷路の全体像を把握できるのに対して、モンスターは自分も含めたモンスター3体を中心とした狭い範囲しか見ることができない。そのため、数の多いモンスター側が一方的有利になることもなく、ゲームバランスが成立している。

## 配布メディア
ニンテンドーゲームキューブ&ゲームボーイアドバンス版
- R:RACING EVOLUTION同梱版（2003年11月27日発売）
- クラブニンテンドー版（2003年12月31日受付締め切り）

クラブニンテンドー版は『ポケモンコロシアム』、『マリオカート ダブルダッシュ!!』、『マリオパーティ5』、『ドンキーコンガ』、『R:RACING EVOLUTION』、『バテン・カイトス』を購入してクラブニンテンドーに登録したユーザーにキャンペーン特典として配布。ゲームキューブ用ソフトの宣伝ムービーが収録されている。
北米では2003年12月2日発売の『パックマンワールド2』の廉価版、『I-Ninja』（日本未発売ソフト）にカップリング収録された。
ニンテンドーDS版
- ナムコミュージアムDS（2007年10月11日発売）に収録。

Nintendo Switch版
- ナムコミュージアム（2017年7月28日配信開始）に収録。

## 歴史
2003年5月開催のE3任天堂カンファレンスにおいて宮本茂がパックマンの開発者である岩谷徹（ナムコ）をゲストとして招き、ステージ上で任天堂によるパックマンのリメイクを申し入れるというパフォーマンス（既に完成していたソフトで対戦をして、任天堂側がナムコ側に勝ったらパックマンの使用を許可するという筋書き）によって発表される。その後、同年11月にナムコより発売された『R:RACING EVOLUTION』への同梱や、同年11月 - 12月に任天堂とナムコより発売のゲームキューブ用ソフトを購入してクラブニンテンドーへ登録したユーザーへの特典（2003年12月31日締切）として配布された。
2007年10月11日発売の『ナムコミュージアムDS』には本作が収録された。ダウンロード対戦機能により、人数分のニンテンドーDSとソフト1本をそろえるだけで対戦が可能。
2017年7月28日配信開始のNintendo Switch版『ナムコミュージアム』にも収録。Nintendo Switch1台のみの場合はゴースト役（1人 - 3人）のみのプレイとなる。Nintendo Switchがもう1台あれば、無料配信の専用ソフト「パックマンvs. 持っている人と対戦版」でローカル通信によるプレイが可能となる（片方のNintendo Switchでパックマン側を操作）。
また、2007年6月23日に発売された『ゼルダの伝説 夢幻の砂時計』の対戦モードには『パックマンvs.』の要素が含まれている。